# Queen's Club Championships 2023
Queen's Club Championships 2023 — тенісний турнір, що проходив на трав'яних кортах у Лондоні, Велика Британія з 19 до 25 червня. Належав до категорії ATP 500.

## Фінальна частина

### Одиночний розряд
Карлос Алькарас —  Алекс де Мінор 6–4, 6–4

### Парний розряд
Іван Додіг /  Остін Крайчек —  Тейлор Фріц /  Їржі Легечка 6–4, 6–7(5–7), [10–3]